# Johan Gielen
Johan Gielen (Mol, 23 febbraio 1968) è un disc jockey belga.
Conosciuto nell'ambiente musicale trance e tech-house, Gielen è un nome facilmente riconoscibile nei Paesi Bassi.

## Carriera musicale
Johan iniziò la sua attività di DJ all'età di 17 anni nel suo paese d'origine in Belgio e negli ultimi 15 anni ha costruito una fama internazionale come dj in Giappone, Australia, Germania, Spagna, Paesi Bassi, Belgio, Inghilterra, Irlanda del Nord, Israele, Nord Cipro ed ora è anche dj resident al Club Gorgeous a Copenaghen (Danimarca).
Oltre all'attività di DJ, Johan è un produttore trance lavorando insieme a Sven Maes. Johan e Sven sono dietro le smash Hits europee di Airscape, Balearic Bill, Des Mitchell, Abnea, Svenson & Gielen. Inoltre, sono ben noti per le loro capacità di remix, che si possono ascoltare su produzioni di Chicane, Delerium, Vengaboys, Tiësto, Scooter, Boy George e altri ed hanno dimostrato di essere anche in grado di creare successi dance commerciali, dopo aver terminato un singolo per Alice DeeJay.
Dopo quasi due anni di riscaldamento del popolo del sabato notte, trasmettendo il suo show radiofonico settimanale "Lift Off" su ID&T, ha deciso di lasciare la stazione in favore di Fresh FM, dove ospita una rassegna settimanale intitolata "In Session" ogni sabato sera.
Nel 2005 Gielen è stato valutato insieme a decine di altri dj a livello internazionale e in quel momento Paul van Dyk era al primo posto e Gielen si piazzò alla cinquantasettesima posizione.

## Discografia

### Album studio
- 2006 - Revelations
- 2009 - Tech Liberty (come DJ Don with DJ Stay Puft) [Faada]

### Singoli
- 1998 - Keep Pumpin' It Up (come DJ Don, con The Party Zone) [Dance Opera]
- 2000 - Velvet Moods (con Abnea) [Big Star Records]
- 2000 - We Move Like Shadows [Telica/Big Star Records]
- 2005 - Flash/Dreamchild [Tunes for You/Maximal Recordings]
- 2005 - For You [Moist]
- 2005 - Show Me What You Got [Tunes for You]
- 2006 - Physical Overdrive [Tunes for You]
- 2007 - Revelations [Tunes for You]
- 2007 - Magnitude [Tunes for You]
- 2007 - Okinawa Sunset [Tunes for You/Maelstrom]
- 2008 - Live It Up 2008 (Johan Gielen vs. Time Bandits) [VISCO Productions]
- 2009 - My Love feat. JES (come Airscape) [Tunes for You]
- 2009 - Repeat The Music [Magik Muzik]

### Compilation
- 2000 - Academy Of Trance, Vol. 1 [Big Star Records]
- 2000 - In Trance We Trust 004 [In Trance We Trust/Black Hole]
- 2001 - The Trance Years [Antler-Subway]
- 2002 - Recorded 2 [ID&T]
- 2003 - Recorded 3 [Universal Music TV]
- 2003 - Trance Energy 2003 - The 10th Anniversary Edition [ID&T]
- 2007 - In Trance We Trust 12 [In Trance We Trust/Black Hole]
- 2008 - Techno Club, Vol. 25 [Klubbstyle Media]
- 2009 - Private Party [Black Hole Recordings]

### Remix
- 1992 - Transformer 2 - Pacific Symphony 2 (come Supercali) [Profile]
- 1993 - Airscape - Cruising (con Chris Inger) [Save the Vinyl]
- 1994 - Dirty Harry - D'Bop Don't Stop (come Don Joan) [Scorpio Music]
- 1995 - Proyecto Uno - El Tiburon (con Peter Ramson) [Freaky Records]
- 1995 - Michèle - I Can Feel (come Don Joan) [BMG]
- 1995 - A.D.A.M ft. Amy - Memories and Dreams (con Olliver Adams) [Eternal]
- 1995 - A.D.A.M - Zombie (con Olliver Adams) [Eternal]
- 1995 - Full Option - Rave All Night (come Don Joan) [PolyGram]
- 1995 - U-Matic - Cyberspace (come DJ Don) [Koch International]
- 1996 - Pleasure Deluxe - 99 Red Balloons (con Olliver Adams) [Eternal]
- 1996 - Chris Rea - Girl In A Sports Car [EastWest]
- 1996 - Body Heat - Waves Of Life (Don Joan's Energy Edit) [Avex Trax]
- 1998 - Southside Spinners - Luvstruck [District]
- 2000 - Svenson & Gielen - The Beauty of Silence [Insolent]
- 2002 - Svenson & Gielen - Answer the Question [ID&T]
- 2002 - Svenson & Gielen - We Know What You Did... [ID&T]
- 2002 - DJ Shog - The 2nd Dimension [Logport Records]
- 2002 - Sensation - The Anthem 2002 [ID&T]
- 2004 - Airscape - Sosei [ID&T]
- 2004 - Reeloop - Kamistad [Headline]
- 2004 - Dublex Inc. - Nifty Night [Pulver Records]
- 2006 - Dave202 - Inside Outside [Muve Recordings]
- 2008 - Phunk Investigation - Your Love [Net's Work International]
- 2008 - Per Hammar - Volta (come DJ Don) [Playectra]
- 2009 - Nils Van Zandt vs. Sergio Silvano ft. Chaquilo MC - The Beat Don't Stop (come DJ Don) [BIP]
- 2009 - Airscape ft. JES - My Love [ID&T]
- 2009 - Trio Infernal - In These Dreams [Absolutely Records]
- 2009 - Phunk Investigation - Shuri Shuri [Avanti]